# Hovener Straße 67 (Mönchengladbach)

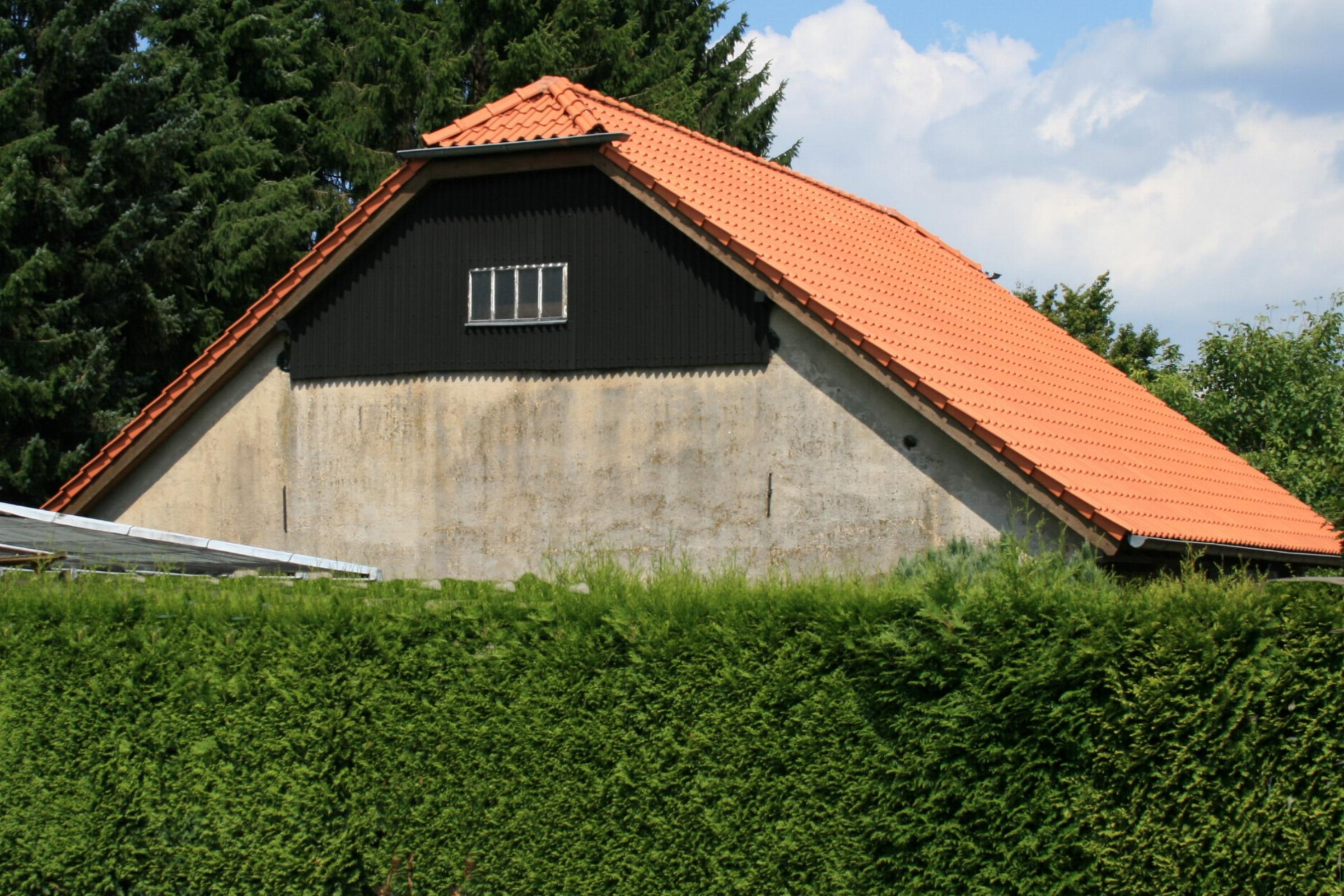
Scheune (2011)

Die Scheune Hovener Straße 67 steht im Stadtteil Bettrath-Hoven in Mönchengladbach (Nordrhein-Westfalen).
Das Gebäude wurde im frühen 18. Jahrhundert erbaut. Es wurde unter Nr. H 054  am 1. März 1990 in die Denkmalliste der Stadt Mönchengladbach eingetragen.

## Architektur
Bei der Scheune Hovener Straße 67 handelt es sich um den erhaltenen Restbestand einer um einen Innenhof gruppierten Hofanlage, die bis in das frühe 18. Jahrhundert zurückdatiert ist.
Die Fachwerkscheune mit Zweiständerbau, Querbindergerüst aus vier Gebinden unter hohlpfannengedecktem Krüppelwalmdach und liegende Gefache.